# Parafia św. Mikołaja w Radominie
Parafia pw. Świętego Mikołaja w Radominie – parafia należąca do dekanatu dobrzyńskiego nad Drwęcą, diecezji płockiej, metropolii warszawskiej. 
Została erygowana w XII wieku.